# علجوم الشجر الآسيوي المنقط
علجوم الشجر الآسيوي المنقط (الاسم العلمي: Sabahphrynus)، هو نوع من البرمائيات يتبع جنس علجوم الشجر الآسيوي ضمن فصيلة العلاجيم الحقيقية. بعض العلماء يصنفونه كأصنوفة أحادية الطراز.